# John de Vere, XVI conte di Oxford
John de Vere (Crepping Hall, 1516 – Castello di Hedingham, 3 agosto 1562) era figlio di John de Vere, XV conte di Oxford, e di Elizabeth Trussel, figlia di Edward Trussel.
Sovente venne chiamato anche col titolo di Lord Bolebec dal 1526 al 1540, prima di succedere al trono paterno.

## Biografia
Sposò in prime nozze Dorothy Neville, figlia di Ralph Neville, IV conte di Westmorland a Holywell, Shoreditch, Londra il 3 luglio 1536, e in seconde nozze si sposò con Margery Golding a Belchamp St Paul il 1º agosto 1548. I suoi due matrimoni produssero tre figli; Katherine dalla prima moglie, Dorothy, Edward (poi XVII conte), oltre a Mary dalla seconda moglie. Dopo la sua morte venne sepolto nella cappella del Castello di Hedingham, Essex il 31 agosto 1562.